# Bruinvlekral
De bruinvlekral (Sarothrura elegans) is een vogel uit de familie Sarothruridae. Deze familie werd heel lang beschouwd als een onderfamilie van de rallen, koeten en waterhoentjes (Rallidae).

## Verspreiding en leefgebied
Deze soort komt wijdverspreid voor in Afrika en telt twee ondersoorten:
- S. e. reichenovi: van Sierra Leone tot Oeganda en noordelijk Angola.
- S. e. elegans: van Ethiopië en Somalië tot Zuid-Afrika.